# 山寨社團
山寨社團為中華人民共和國一種官方用語，特定形容一些民間人士成立但名稱刻意靠近「中字頭、國字頭」意圖混淆視聽，讓人以為有官方背景的機構，以達成詐欺獲利或其他非法政治目的。依照社会组织登记管理法規，國字頭色彩的名稱登記極度嚴格，一般民間人士或公司要登記此類名稱是全無可能性。

## 起源
2016年下半年起民政部開始關注山寨社團在社會的亂象，諸多「中字頭、國字頭」來路不明的社團，未登記也未有執照在社會開展目的不明的活動或經商營利，例如中华慈善国际联合会、国际摄影协会、全国道德主题教育组织委员会、中国国际慈善基金会、中国银行业联合会。動輒以中國、中華、全國、國際等字冠於名頭讓人誤以為有高大的官方色彩，造成社會亂象。8月起進行全面查緝並開通民間舉報管道。至今已經公布13批次山寨社團名單，總數超過1200家以上，2018年5月中宣部、中央网信办、公安部、民政部、市场监管总局等部门联合开展行动，对违法违规开展活动的文化类“山寨社团”进行专项清理整顿。
另一方面也有「出口轉內銷」的方式利用外國較寬鬆的註冊環境，在外國甚至一些小國登記這種名稱，之後在國內設分處藉口並掛上國字頭名稱，被稽查時就拿出在外國的登記文件辯護，此手法也在打擊之列，也有一些是原生的外國人註冊此類名字後前往中國大陸境內活動，這一大類境外NGO現象被稱為「離岸山寨社團」民眾可前往境外非政府組織平台舉報，該部門目前隸屬公安部管轄，查緝活動由公安主導。
還有一種變形版是山寨外國的國字頭社團，例如美国认证协会、希臘移民代表處北京總館、歐盟金融理事長協會，等讓人誤以為和外國政府官方有關的名稱其實都是民間來路不明的人創辦，此類機構查緝力度較小不列於優先，但2019年後開始受到官方注意與取締。
2017年7月18日教育部、国家语委在北京发布《中国语言生活状况报告(2017)》，山寨社团入选2016年度中国媒体十大新词。

## 外部連結
- 民政部 - 社會組織網，山寨社團名錄查詢 （页面存档备份，存于）
- 公安部 - 境外非政府組織管理與舉報平台 （页面存档备份，存于）